# Hanna Hopko
Hanna Mykolajivna Hopko (ukrainska: Ганна Миколаївна Гопко) född 4 mars 1982 i Hanatjivka, är en ukrainsk politiker, ordförande i det ukrainska parlamentets utrikesutskott.
Hopko har en utbildning som magister i journalistik från Lvivs universitet och doktor i sociala kommunikationer från Taras Sjevtjenko universitet i Kiev.  
Innan hon 2014 blev medlem i parlamentet hade hon en framgångsrik karriär inom NGO-organisationer bakom sig – bland annat drev hon kampanj för strängare tobakslagar i Ukraina.
I parlamentsvalet 2014 var hon etta på det nya partiet Självhjälps lista. Partiet gjorde ett bra val med Hopko som dragplåster.
Den 31 augusti 2015 gick hon emot sitt eget parti och röstade för grundlagsändringarna som är en förutsättning för att Minskavtalet ska träda i kraft. Hon blev omedelbart utesluten ur partiet, men behöll sin post som ordförande för utrikesutskottet.
2014 valdes Hopko till Leading Global Thinker av Foreign Policy, samma år tilldelades hon även den amerikanska intresseorganisationen National Democratic Institutes demokratipris för sin ”insats för demokrati i Ukraina”.